# Bundesgymnasium und Bundesrealgymnasium Tulln
Das Bundesgymnasium und Bundesrealgymnasium Tulln ist ein Gymnasium und Realgymnasium des Bundes in der Stadtgemeinde Tulln an der Donau im Bezirk Tulln in Niederösterreich.

## Geschichte

### Erste Jahre nach der Gründung bis zum „Anschluss“ (1931–1938)
Stark steigende Schülerzahlen der örtlichen Hauptschule Ende der 1920er-Jahre brachte die Idee einer eigenen Mittelschule für Tulln auf. Damit verbunden waren finanzielle Sorgen; die Stadtgemeinde sollte die Personalkosten für die ersten fünf Jahre nach der Gründung übernehmen sowie ein entsprechendes Schulgebäude zur Verfügung stellen. Durch den Auszug der Landwirtschaftlichen Fachschule Tulln aus dem Schulgebäude in der Kirchengasse konnte kostengünstig ein geeigneter Ort für das neue Gymnasium gefunden werden. So bewilligte das Bundesministerium für Unterricht der Stadtgemeinde Tulln am 18. Juli 1931 die Errichtung einer Tullner Mittelschule mit Beginn des Schuljahres 1931/1932. Am 17. September 1931 wurde schließlich zum Start des neuen Schuljahres das Städtische Realgymnasium mit einem Festgottesdienst eröffnet, der erste Direktor der Schule war Anton Lechner. Das Realgymnasium hatte zu diesem Zeitpunkt zwei Klassen, eine erste und eine zweite. Von den 62 Schülern waren 24 Mädchen. 54 Prozent der Schüler waren Tullner, 46 Prozent Auswärtige.
Die damalige finanzielle Situation wurde als bedrückend beschrieben. Die Stadt hatte bis 1938 sämtliche Personal- und Sachkosten alleinig zu bestreiten. 1933/1934 hatte man daher erwogen, das Realgymnasium lediglich als Unterstufe weiterzuführen, diesen Plan jedoch wieder verworfen. Nichtsdestotrotz konnte 1934 durch den Umbau eines bereits vorhandenen Gebäudes eine neue Turnhalle eingeweiht werden, und 1937 ein zweiter Stock auf das Gebäude in der Kirchengasse aufgebaut werden.

### Jahre unter der nationalsozialistischen Diktatur (1938–1945)
Die Matura des ersten Jahrganges fiel in das Jahr des Anschluss Österreichs an das Deutsche Reich. Die schriftliche Reifeprüfung bestand aus vier Fächern, für die sogenannten „Illegalen“ nur aus drei. Mündliche Prüfungen fanden keine statt. Im September 1938 wurde Direktor Anton Lechner abberufen und von Anton Gasselich ersetzt. Mit 21. Dezember 1938 wurde das Städtische Realgymnasium als „Staatliche Oberschule für Jungen“ vom Deutschen Reich übernommen. Damit entspannte sich die finanzielle Situation, für Gebäudeerhaltung und Sachaufwand hatte aber weiterhin die Gemeinde aufzukommen.
Anton Gasselich wurde als Direktor bereits im April 1940 von Franz Anton ersetzt, dieser wich im März 1941 Leonhard Kupsa, der bis Anfang 1945 die Anstalt leitete. Mit fortschreitendem Kriegsverlauf verschlechterte sich die Lage der Anstalt rapide; insbesondere der schwere Luftangriff auf Tulln am 11. Dezember 1944 setzte der Schule stark zu. 16 Schüler der Anstalt starben bei diesem Angriff. Viele Schüler aus den umliegenden Dörfern konnten aufgrund der Zugausfälle nur noch schwer nach Tulln kommen, die Schule hatte außerdem mit einer großen Menge an Flüchtlingen aus dem „Altreich“ und Wien zu kämpfen. Am 28. Jänner 1945 belegte die Wehrmacht schließlich das Schulgebäude in der Kirchengasse, der damalige Direktor Kupsa bat daraufhin den örtlichen Reichsstatthalter um eine Verlegung der Schule in ein KLV-Lager. Dazu kam es nicht, Direktor Kupsa fiel im April 1945 als Mitglied des Volkssturms bei Sankt Pölten.
Das Gymnasium wurde zwischen Jänner und März 1945 in das obere Stockwerk der Hauptschule verlegt. Das Gebäude in der Kirchengasse erlitt in den letzten Kriegswochen durch sowjetischen Beschuss schwere Zerstörungen, es gelang jedoch, in den ersten Nachkriegswochen das Gebäude wieder so weit in Stand zu setzen, dass dort Anfang Juni 1945 der Schulbetrieb wieder aufgenommen werden konnte.

### Erste Nachkriegsjahre (1945–1954)
Im Juni 1945 wurde der Unterricht wieder aufgenommen, es meldeten sich zunächst 130 Schüler und sieben Lehrer. Provisorischer Leiter war Rudolf Friedl, ihm folgte am 28. Dezember 1948 Leopold Zaussinger als Direktor. Stark steigende Schülerzahlen zwangen die politisch Verantwortlichen, eine Lösung für das zu klein gewordene Gebäude in der Kirchengasse zu suchen. So wurde zur Jahreswende 1951/1952 beschlossen, ein neues Schulgebäude in der Konradgasse zu bauen, wobei anfangs nicht feststand, ob das Gymnasium oder die Volksschule einziehen sollte. 1954 stand schließlich fest, dass das Gymnasium in den Neubau übersiedeln sollte, der am 5. September desselben Jahres unter Anwesenheit des damaligen Außenministers Leopold Figl eingeweiht wurde. Zunächst wurden jedoch nur die Klassen der Unterstufe in der Konradgasse unterrichtet, die Oberstufe verblieb vorerst in der Kirchengasse.
In die unmittelbare Nachkriegszeit fällt auch die erstmalige Ausrichtung des traditionellen Tullner Studentenballs, der jährlich von den Maturaklassen des Gymnasiums organisiert wird. 2019 wurde er zum 72. Mal ausgerichtet.
1950 wurde verpflichtender Russischunterricht an der Schule eingeführt, Englisch war ab diesem Zeitpunkt bis 1957 ab der Oberstufe nur ein Freifach. Erst ab dem Schuljahr 1956/1957 war es den Oberstufenschülern freigestellt, Englisch oder Russisch als Pflichtfach zu wählen. Seit dieser Zeit wird traditionell Russisch an der Schule unterrichtet.
Mit Beginn des Schuljahres 1957/1958 übersiedelte schließlich auch die Oberstufe in den Neubau in der Konradgasse.

### In der Konradgasse (1954–1980)
Der Neubau in der Konradgasse bot Platz für zwölf Klassen und 330 Schüler. Ab dem Schuljahr 1965/1966 wurde das Gymnasium eine Doppelanstalt, es gab nun für die Oberstufe sowohl einen neusprachlichen, als auch – wie bisher – einen naturwissenschaftlichen Zweig. Die Schülerzahl stieg daraufhin noch stärker an und mit dem Schuljahr 1970/1971 übersiedelten einige Klassen in das Gebäude der neu errichteten Berufsschule in der Frauentorgasse. Mit 1. Jänner 1968 übernahm Johann Katzenschlager das Direktorenamt von Leopold Zaussinger der die Schule 19 Jahre lang geleitet hatte. Unter Katzenschlager wurde am 22. Dezember 1971 der Neubau des Gymnasiums an der Donaulände, dem heutigen Standort, beschlossen. 1972 betrug die Schüleranzahl 793, von den 26 Klassen wurden zu diesem Zeitpunkt sechs in der Frauentorgasse unterrichtet. Am 23. November 1972 wurde Franz Seyr zum Direktor ernannt, der vollkommen unerwartet im September 1974 an Herzversagen starb. Sein Nachfolger wurde mit 1. Juli 1975 Roderich Geyer.
Am 23. November 1974 erfolgte der Spatenstich zum Neubau an der Donaulände, der mit dem Schuljahr 1980/1981 schließlich bezogen werden konnte. Im Neubau befindet sich das Gymnasium bis heute.

### Im Bundesschulzentrum (seit 1975)
Roderich Geyer blieb bis 1995 Direktor, er wurde 1995 von Irmgard Unfried abgelöst. Unter der Direktorin Ingrid Balka wurde ab 2010 das Bundesschulzentrum an der Donaulände grundlegend renoviert, die Neueröffnung erfolgte im Herbst 2013.
Seit Dezember 2016 ist Irene Schlager als Direktorin im Amt.

## Bildungsangebot
In der gesamten Unterstufe werden für den Unterricht Computer verwendet, wofür bereits in der 1. Klasse (5. Schulstufe) das Fach Computerunterstützte Texterfassung unterrichtet wird. Ab der 2. Klasse wird Informatik in die Unterrichtsfächer integriert.
In der Oberstufe werden Russisch, Spanisch und Latein als Fremdsprache angeboten. Bereits ab der 3. Klasse (7. Schulstufe) kann im Sprachzweig zwischen Latein und Französisch gewählt werden. In der 7. Klasse (11. Schulstufe) wird zwischen Musik und Bildnerischer Erziehung gewählt.

## Leitung
- 1931–1938 Anton Lechner
- 1938–1940 Anton Gasselich
- 1940–1941 Franz Anton
- 1941–1945 Leonhard Kupsa
- 1945–1948 Rudolf Friedl
- 1948–1968 Leopold Zaussinger
- 1968–1972 Johannes Katzenschlager
- 1972–1975 Franz Seyr
- 1975–1995 Roderich Geyer
- 1995–1996 Irmgard Unfried
- 1996–2004 Franz Fetti
- 2004–2016 Ingrid Balka
- Seit 2016 Irene Schlager

## Bekannte Lehrer
- Fritz Theimer (1891–1979), Dirigent und Komponist

## Bekannte Absolventen
- Otto Laaber (Maturajahr 1952), Lyriker
- Liese Prokop (Maturajahr 1959), Leichtathletin und Politikerin
- Erwin Pröll (Maturajahr 1965), ehemaliger Landeshauptmann von Niederösterreich
- Erich Poyntner (Maturajahr 1978), Universitätsdozent und Schriftsteller
- Gottfried Zawichowski (Maturajahr 1978), freischaffender Aufnahmeleiter, Produzent und Chorleiter
- Doris Schretzmayer (Maturajahr 1990), Schauspielerin